# Mihael Asen I.
Mihael Asen I. (?, oko 1239. – ?, 1256.), bugarski car (1246. – 1256.) iz dinastije Asenovaca. Sin je Ivana II. Asena (1218. – 1241.) i njegove treće supruge Irene, kćeri epirskoga despota Teodora. Naslijedio je ubijenog polubrata Kalimana Asena I., a u njegovo ime je vladala majka kao regentica. U tom razdoblju Epirska Despotovina i Necejsko Carstvo oteli su maloljetnom caru oblasti u Traciji i Makedoniji. Poslije je bezuspješno pokušavao preosvojiti ta područja. Pao je kao žrtva urote.

## Vanjske poveznice
- Mihael I. Asen Hrvatska enciklopedija

| Prethodnik:                   | Bugarski car (1246. - 1256.) | Nasljednik:              |
| Kaliman Asen I. (1241.–1246.) | Bugarski car (1246. - 1256.) | Kaliman Asen II. (1256.) |